# Reyer Venezia Mestre
O Reyer Venezia Mestre, também conhecido como Umana Reyer Venezia por motivos de patrocinadores, é um clube profissional situado na cidade de Veneza, Vêneto, Itália que atualmente disputa a Liga Italiana e EuroCopa. Foi fundado em 1872 e manda seus jogos na Palasport Giuseppe Taliercio com capacidade para 3509 espectadores.

## Títulos
Total de títulos: 2

### Competições Domésticas
- Liga Italiana
  - Campeão (4): 1942, 1943, 2017, 2019

- Copa da Itália
  - Campeão (1):2020

### Competições Europeias
- FIBA Korać
  - Finalista (1): 1981

## Patrocinadores
- Noalex Venezia (1966–1970)
- Splügen Venezia (1970–1973)
- Canon Venezia (1973–1980)
- Carrera Venezia (1980–1984)
- Giomo Venezia (1984–1987)
- Hitachi Venezia (1987–1990)
- Scaini Venezia (1991–1993)
- Acqua Lora Venezia (1993–1994)
- San Benedetto (1994–1995)
- Reyer Venezia (1995-1996)
- Panto Venezia (1998–2001)
- Acqua Pia Antica Marcia (2005–2006)
- Umana Reyer Venezia (2006–presente)

## Temporada por Temporada
| Temporada | Nível | Liga    | Pos. | Pós Temporada     | Copa da Itália    | Competições Europeias | Competições Europeias |
| --------- | ----- | ------- | ---- | ----------------- | ----------------- | --------------------- | --------------------- |
| 2010–11   | 2     | LegaDue | 2    | Finalista         | –                 | –                     | –                     |
| 2011–12   | 1     | Serie A | 7    | Quartas de Finais | –                 | –                     | –                     |
| 2012–13   | 1     | Serie A | 8    | Quartas de Finais | –                 | –                     | –                     |
| 2013–14   | 1     | Serie A | 11   | –                 | –                 | –                     | –                     |
| 2014–15   | 1     | Serie A | 2    | Semifinalista     | Quartas de Finais | –                     | –                     |
| 2015–16   | 1     | Serie A | 7    |                   | Quartas de Finais | 2 EuroCopa            | Top 32                |
| 2016-17   | 1     | Serie A | 2    | Campeão           | Quartas de Finais | Liga dos Campeões     | 3º                    |
| 2017-18   | 1     | Serie A | 1    | Semifinalista     | Quartas de finais | 3 Liga dos Campeões   | TR                    |
| 2017-18   | 1     | Serie A | 1    | Semifinalista     | Quartas de finais | 4 Copa Europeia       | C                     |
| 2018-19   | 1     | Serie A | 3    | Campeão           | Semifinais        | 3 Liga dos Campeões   | QF                    |
| 2019-20   | 1     | Serie A |      |                   | Campeão           | 2 EuroCopa            |                       |
| 2020-21   | 1     | Serie A | 4    | Semifinalista     | Semifinalista     | 2 EuroCopa            | TR                    |
| 2021-22   | 1     | Serie A | 5    | Quartas de finais |                   | 2 EuroCopa            | OF                    |
| 2022-23   | 1     | Serie A | 4    | Quartas de finais | Quartas de Finais | 2 EuroCopa            | OF                    |

Fonte: Eurobasket.com
- A equipes foi promovida a divisão superior.

## Jogadores Notáveis
- Neal Walk (1977–78)
- Dražen Dalipagić (1980-81, 1985-88)
- Spencer Haywood (1980–81)
- Yakhouba Diawara (2012-13)
- Kristaps Janičenoks (2008–10)